# Dopełnienie (językoznawstwo)
Dopełnienie – część zdania oznaczająca przedmiot czynności wyrażonej orzeczeniem zdania w stronie czynnej w sposób bezpośredni bądź pośredni.
W języku polskim występuje dopełnienie bliższe (zwykle w bierniku lub w zdaniach przeczących w dopełniaczu, rzadziej w narzędniku) oraz dopełnienie dalsze (w celowniku, narzędniku lub miejscowniku).
Przykłady:
- Kot pije wodę – dopełnienie bliższe w bierniku.
- Pies nie pije mleka – dopełnienie bliższe w dopełniaczu.
- Dziecko daje mamie prezent – «prezent» to dopełnienie bliższe w bierniku, «mamie» to dopełnienie dalsze w celowniku.
- Marcin kieruje ciężarówką – dopełnienie bliższe w narzędniku.
- Adam zjada dużo chleba – dopełnienie bliższe w dopełniaczu.

Przy zamianie zdania na stronę bierną, dopełnienie bliższe staje się podmiotem, a dotychczasowy podmiot jest wprowadzany przez konstrukcje przez(e) + biernik, np.:
- prezent jest dawany mamie przez dziecko
- ciężarówka jest kierowana przez Marcina

Zdania takie nie mają dopełnienia bliższego, dopełnienie dalsze nie ulega zmianie.
W zależności od wzajemnego położenia podmiotu (S), orzeczenia (V) i dopełnienia (O) w typowym zdaniu, klasyfikuje się języki do jednej z sześciu grup:
- SVO, SOV, VSO, OVS, OSV, VOS